# Wolfratshausen (stacja kolejowa)
Wolfratshausen (niem: Bahnhof Wolfratshausen) – stacja kolejowa w Wolfratshausen, w kraju związkowym Bawaria, w Niemczech. Znajduje się na linii Isartalbahn i obsługuje pociągi S-Bahn w Monachium. Według DB Station&Service ma kategorię 6. Ma trzy tory przelotowe, z których dwa znajdują się przy peronie wyspowym. Stacja znajduje się w sieci Münchner Verkehrs- und Tarifverbunds (MVV) i obsługiwana jest przez linię S7 S-Bahn.

## Położenie
Stacja znajduje się we wschodniej części centrum Wolfratshausen. Budynek dworca znajduje się na zachód od torów i pod adresem Bahnhofstrasse 41. Na zachód od torów znajdują się Bahnhofstraße, Sauerlacher Straße i Am Floßkanal. Na południe od budynku dworcowego znajduje się dworzec autobusowy Wolfratshausen. W południowej części znajduje się Sauerlacher Straße (droga nr 2070), która przecina tory kolejowe w poziomie jezdni, podczas gdy na północ od stacji Mühlpointweg biegnie tunelem.
Wolfratshausen jest dziś końcowym punktem Isartalbahn, jednotorowej, zelektryfikowanej linii kolejowej

## Linie kolejowe
- Linia Isartalbahn

## Połączenia
| Linia | Trasa | Takt   |
| ----- | --- | ------ |
| S7    | Wolfratshausen – Icking – Ebenhausen-Schäftlarn – Hohenschäftlarn – Baierbrunn – Buchenhain – Höllriegelskreuth – Pullach – Großhesselohe Isartalbahnhof – Solln – Siemenswerke – Mittersendling – Harras – Heimeranplatz – Donnersbergerbrücke – Hackerbrücke – Hauptbahnhof – Karlsplatz (Stachus) – Marienplatz – Isartor – Rosenheimer Platz – Ostbahnhof – St.-Martin-Straße – Giesing – Perlach – Neuperlach Süd – Neubiberg – Ottobrunn – Hohenbrunn – Wächterhof – Höhenkirchen-Siegertsbrunn – Dürrnhaar – Aying – Peiß – Großhelfendorf – Kreuzstraße | 20 min |